# Budeneć
Budeneć (ukr. Буденець, hist. Budyniec, rum. Budineț, niem. Budinetz) – wieś na Ukrainie, w obwodzie czerniowieckim, w rejonie storożynieckim.

## Zabytki
- piętrowy pałac wybudowany na przełomie XIX i XX w. w stylu neogotyckim z dwupiętrową wieżą. Własność Mikuli-Wolczyńskich[2].